# Мукундарам Кавиканкан
Мукундарам Кавиканкан (годы рождения и смерти неизвестны) — крупнейший поэт Средневековой Бенгалии. Жил в XVI веке. В своём творчестве Мукундарам Кавиканкан широко использовал предшествующую бенгальскую литературную традицию. Наибольшею известностью пользуется его поэма «Чанди Мангал» (1589), посвящённая богине Чанди Дэви. Несмотря на религиозный характер, поэма насыщена социальным содержанием. Она содержит красочные картины из жизни Бенгалии, описание эконномического и политического положения в стране, тяжёлой участи бенгальского крестьянина. Поэма пользуется популярностью и в настоящее время.